# Réserve naturelle d'État du littoral romain
La réserve naturelle d'État du littoral romain (italien : Riserva Naturale Statale Litorale Romano) est une zone protégée établie par le Ministère de l'Environnement, par le décret du 29 mars 1996. Elle préserve l'environnement naturel, les zones historiques, archéologiques et agricoles, à Rome et Fiumicino, de la marina de Palidoro à la plage de Capocotta.  Avec ses plus de 16 000 hectares, répartis de manière discontinue sur la côte du Latium entre Palidoro et Capocotta, c’est la plus grande zone protégée surplombant la mer Méditerranée. 
La gestion de la réserve est confiée à la municipalité de Rome et à celle de Fiumicino pour les domaines de leurs compétences respectives.

## Territoire
La réserve occupe une superficie de 16,327 ha, elle est de loin la plus vaste zone naturelle protégée de Rome. Elle se compose :
d'aires d'intérêt naturaliste :
- les Dunes de Palidoro
- l'Oasis WWF di Macchiagrande de Fregene
- les tumuleti de Bocca di Leone
- l'Oasis WWF Foce dell'Arrone
- l'Oasis WWF delle Vasche di Maccarese
- l'Oasis LIPU Castel di Guido
- la pinède de Coccia di Morto
- Macchiagrande di Galeria
- la vallée et l'embouchure du Tibre
- le domaine de Procoio
- la Pinède de Castel Fusano
- les dunes de Capocotta
- le Centre d'Habitat Méditerranéen LIPU Ostia

de zones d'intérêt archéologique et historique:
- les vestiges de la ville romaine d'Ostie
- le reste des ports des empereurs Claude et Trajan
- la Nécropole romaine de Porto vers l'Isola Sacra
- Le village médiéval de Ostia Antica, avec la forteresse de Jules II
- Les tours côtières: Tor San Michele, Tor Boacciana, Torre Primavera à Fregene, Torre di Palidoro
- Château Chigi
- Château Rospigliosi

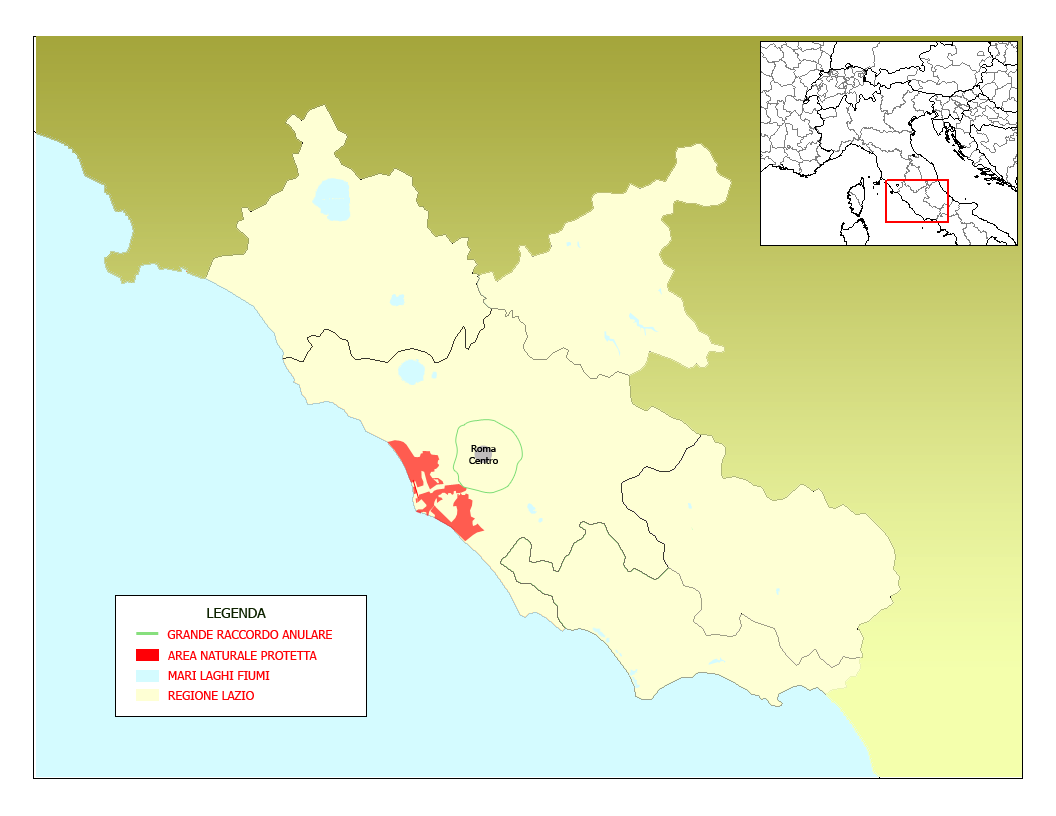
Carte.
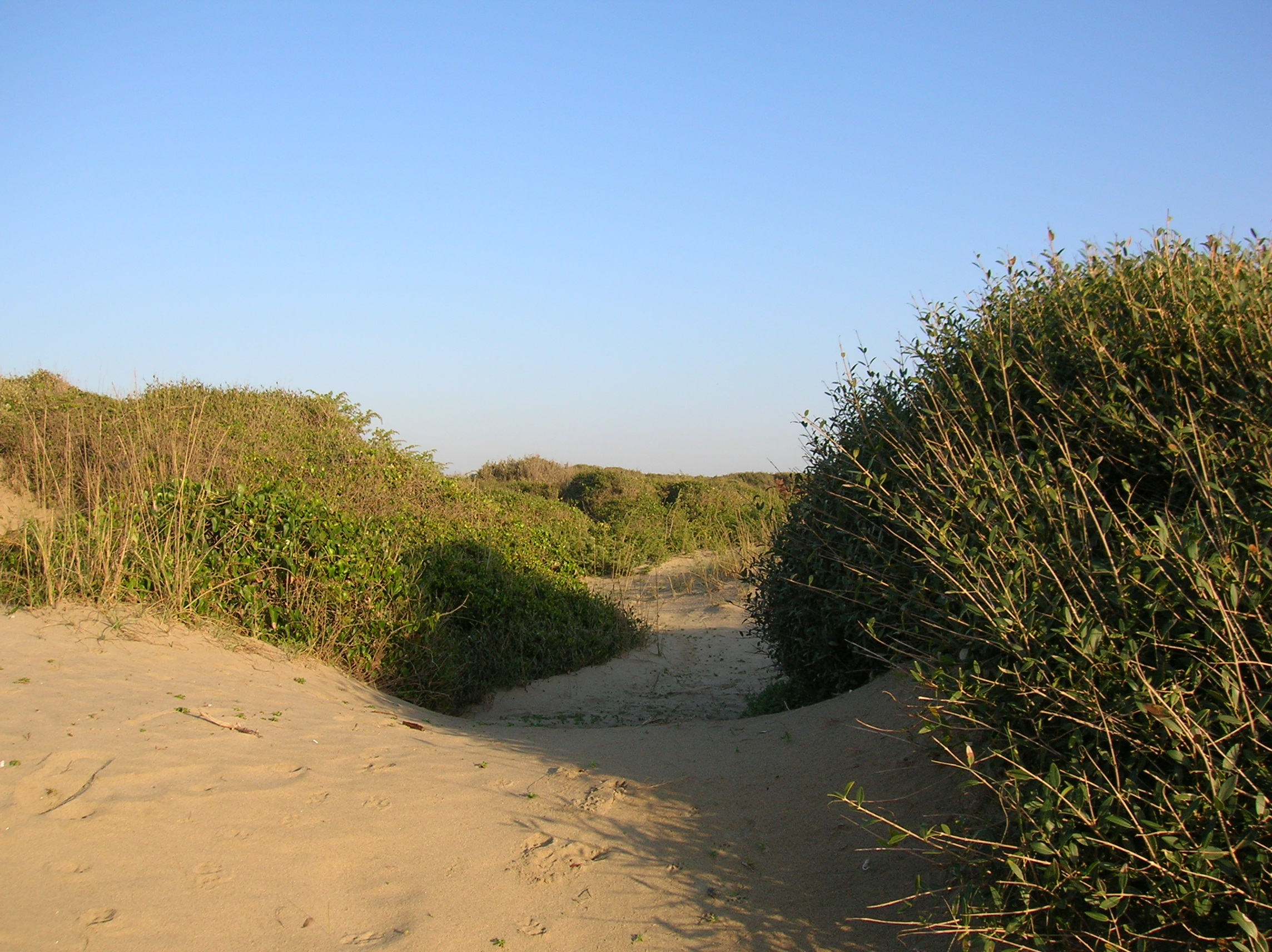
Dunes de Capocotta.
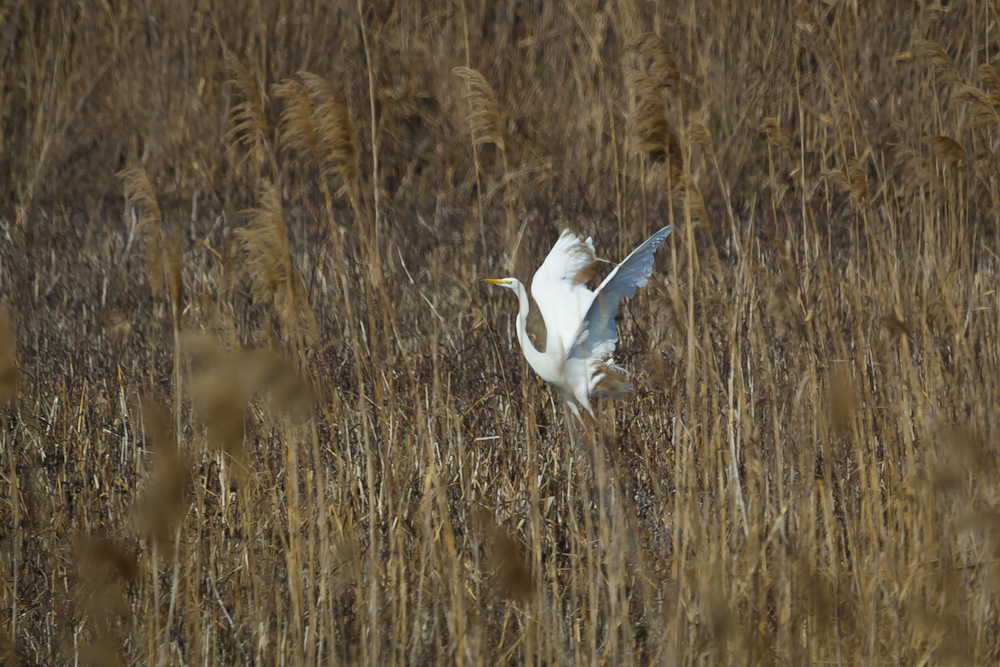
Héron, dans les Vasche di Maccarese.
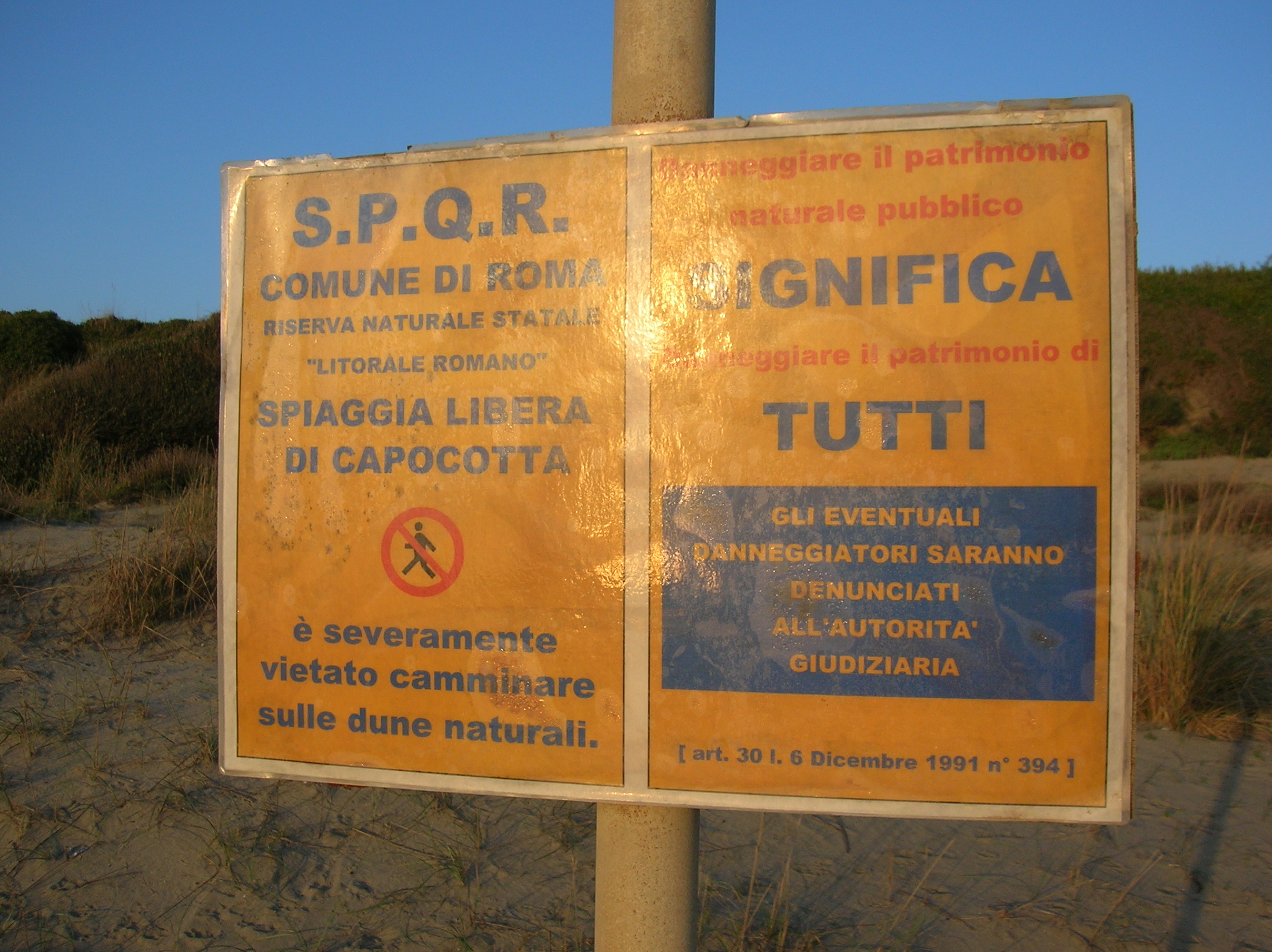
Panneau de la Commune de Rome et le symbole SPQR.
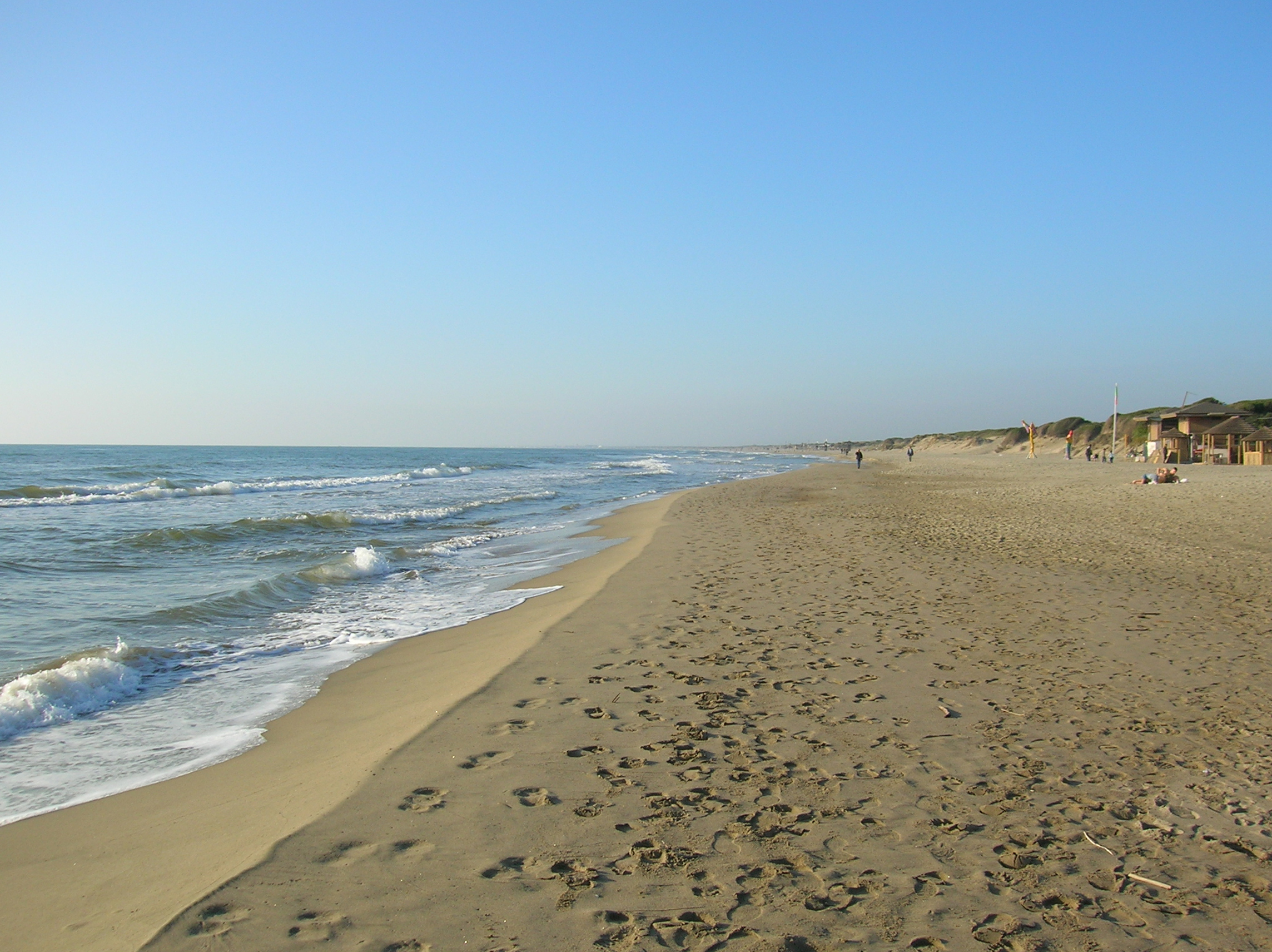
Plage romaine.

## Histoire
Les premiers projets de parc du littoral romain pour la sauvegarde de la côte datent des années soixante-dix, mais c'est seulement en 1982, qu'a été institué un comité officiel.
En 1987 une première tentative de création d'une réserve naturelle par le ministre de l'Environnement a eu lieu : il était prévu que la zone de protection inclut la côte entre Palidoro et Capocotta, mais la zone était alors délimitée d'une manière trop générale, jusqu'à la création de la réserve d'état en 1996.
La réserve du littoral romain est protégée par l'un des quatre plans anti-incendies des réserves naturelles d'État liées à la région du Latium.
Le secteur souffre également de problèmes de désertification.
En 2000, la municipalité de Rome a établi le CEA, le Centre d'éducation environnementale avec son siège installé dans la pinède de Castel Fusano. Le CEA a mis en place un petit musée des insectes du Littoral Romain.

## Faune
Le delta du Tibre a en son sein une mosaïque de milieux naturels qui, aujourd'hui encore, préserve une faune intéressante.
Les insectes
Grâce à la présence de chênes verts, le scarabée rhinocéros et le scarabée du chêne sont courants. Les dunes abritent des Scarites, coléoptère prédateur. La réserve est aussi le seul endroit d'Italie où l'on trouve les papillons Philobrosis fregenella et Caracoma nilotica.
Oiseaux
Faucon pèlerin, faisan, engoulevent d'Europe, guêpier d'Europe, chouette chevêche, busard des roseaux, faucon crécerelle, buse, aigrette garzette, héron cendré, milan noir, hibou, chouette effraie, poule d'eau, rossignol, butor étoilé, rollier, pie-grièche, pic épeiche, sittelle, pic épeichette, pic vert, pic cendré, grande aigrette, héron garde-bœufs, foulque, héron pourpré. En hiver, on peut observer des grues, le balbuzard pêcheur, le butor étoilé, la spatule, la guifette noire, ou la mouette mélanocéphale.
Mammifères
Renard, porc-épic, blaireau, sanglier, daim, loir, loutre, fouine,  belette, muscardin, martre des pins, hérisson.